# Aleksander Landau (zm. 1944)
Aleksander (Lejb) Landau (ur. ?, zm. 1944) – polski przedsiębiorca i działacz społeczny pochodzenia żydowskiego, członek grupy Oneg Szabat  w getcie warszawskim.

## Życiorys
Pochodził z Galicji. Przez wiele lat mieszkał w Wiedniu, gdzie działał w partii Poalej Syjon-Lewica. Następnie osiadł w Warszawie, gdzie wraz ze starszym bratem Stefanem prowadził dużą fabrykę mebli, której warsztat zajmował pierwsze podwórze kamienicy przy ul. Gęsiej 30.
Podczas okupacji niemieckiej przebywał w getcie warszawskim. Jego fabrykę, Niemcy przejęli w grudniu 1941 (po przystąpieniu USA do wojny, gdyż formalnie jej właścicielem pozostawał zamieszkały w USA, brat Landaua). Fabryka rodziny Landauów została następnie przekształcona w szop drzewny, tzw. Ostdeutsche Bautischlerei Werkstätte, a Aleksander Landau został ustanowiony jego kierownikiem. Dzięki wsparciu Landaua, schronienie i pracę w szopie, znalazło wiele znaczących postaci życia kulturalnego, społecznego oraz konspiracji w getcie.
Landau należał do kierownictwa grupy Oneg Szabat tworzącej podziemne archiwum getta warszawskiego. Wspierał również Oneg Szabat, finansowo. Wchodził również w skład komitetu finansowego Żydowskiej Organizacji Bojowej.
W kwietniu 1943 w trakcie powstania w getcie warszawskim, przedostał się wraz z żoną i synem na tzw. aryjską stronę. Następnie Aleksander Landau próbował schronić się w Hotelu Polskim na podstawie kupionego paszportu jednego z państw Ameryki Południowej. W wyniku tzw. sprawy Hotelu Polskiego został deportowany do obozu przejściowego w Vittel we Francji, a następnie przez Drancy, został deportowany do Auschwitz-Birkenau i tam zamordowany.
Jego córka, Margalit (Emilia) była członkinią ŻOB i brała udział w przygotowaniach do udanego zamachu na szefa Służby Porządkowej w getcie – Jakuba Lejkina. Zginęła 18 stycznia 1943 w trakcie samoobrony styczniowej w getcie.